# Polystachya subumbellata
Polystachya subumbellata är en orkidéart som beskrevs av Phillip James Cribb och Podz. Polystachya subumbellata ingår i släktet Polystachya och familjen orkidéer. Inga underarter finns listade i Catalogue of Life.